# Fort Marlborough

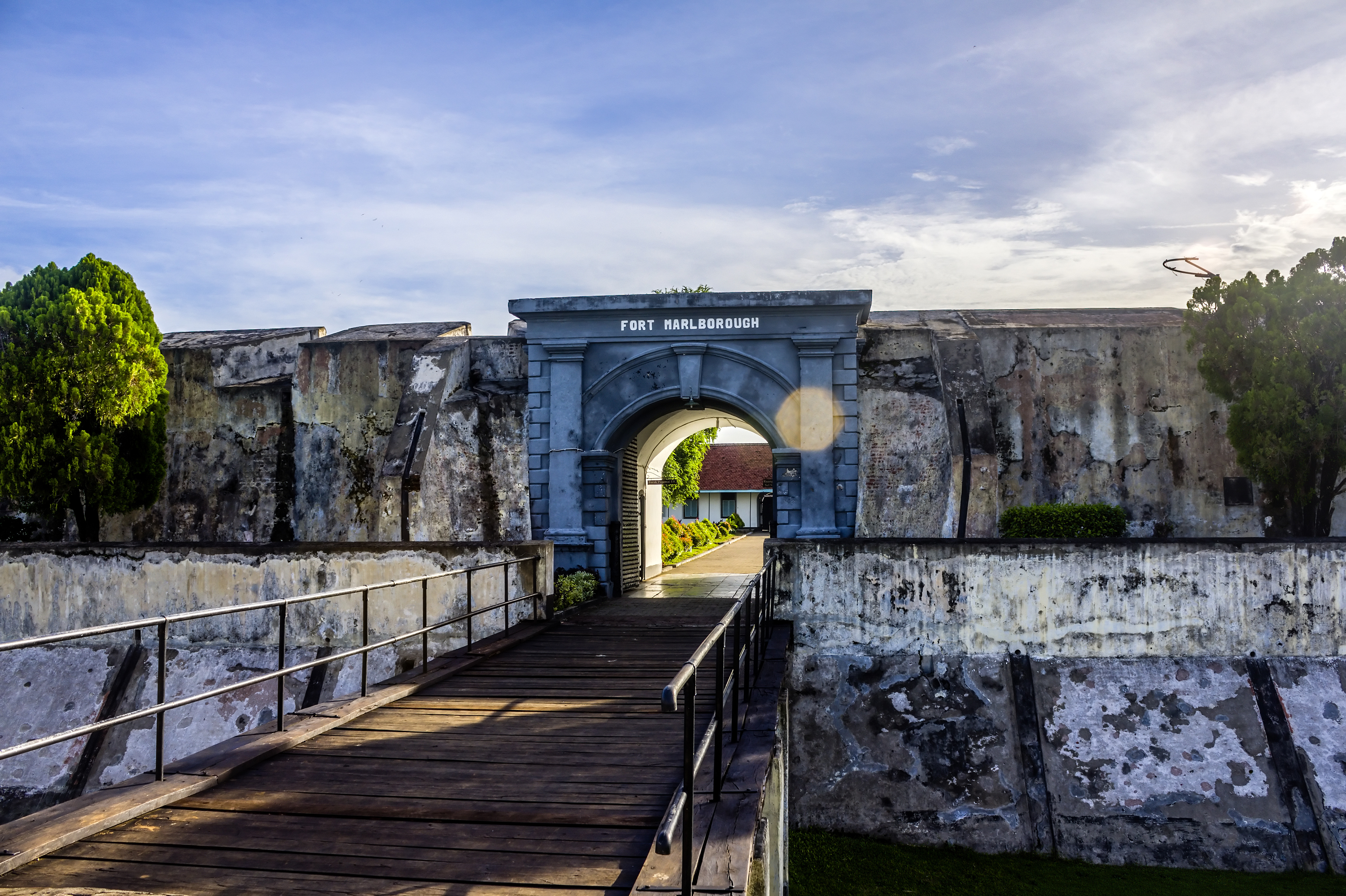
Haupttor, Fort Marlborough, Bengkulu. 2015.

Das Fort Marlborough (indonesisch: Benteng Marlborough, auch als Malabero bekannt) ist eine ehemalige Festung der Britischen Ostindien-Kompanie in der Stadt Bengkulu an der Südwestküste Sumatras. Sie wurde zwischen 1713 und 1719 von der Ostindien-Kompanie unter der Führung von Gouverneur Joseph Collett als Verteidigungsfort für den dortigen Sitz der Kompanie erbaut. Es war eines der stärksten britischen Forts in Ostasien und das zweitgrößte nach Fort St. George in Madras.

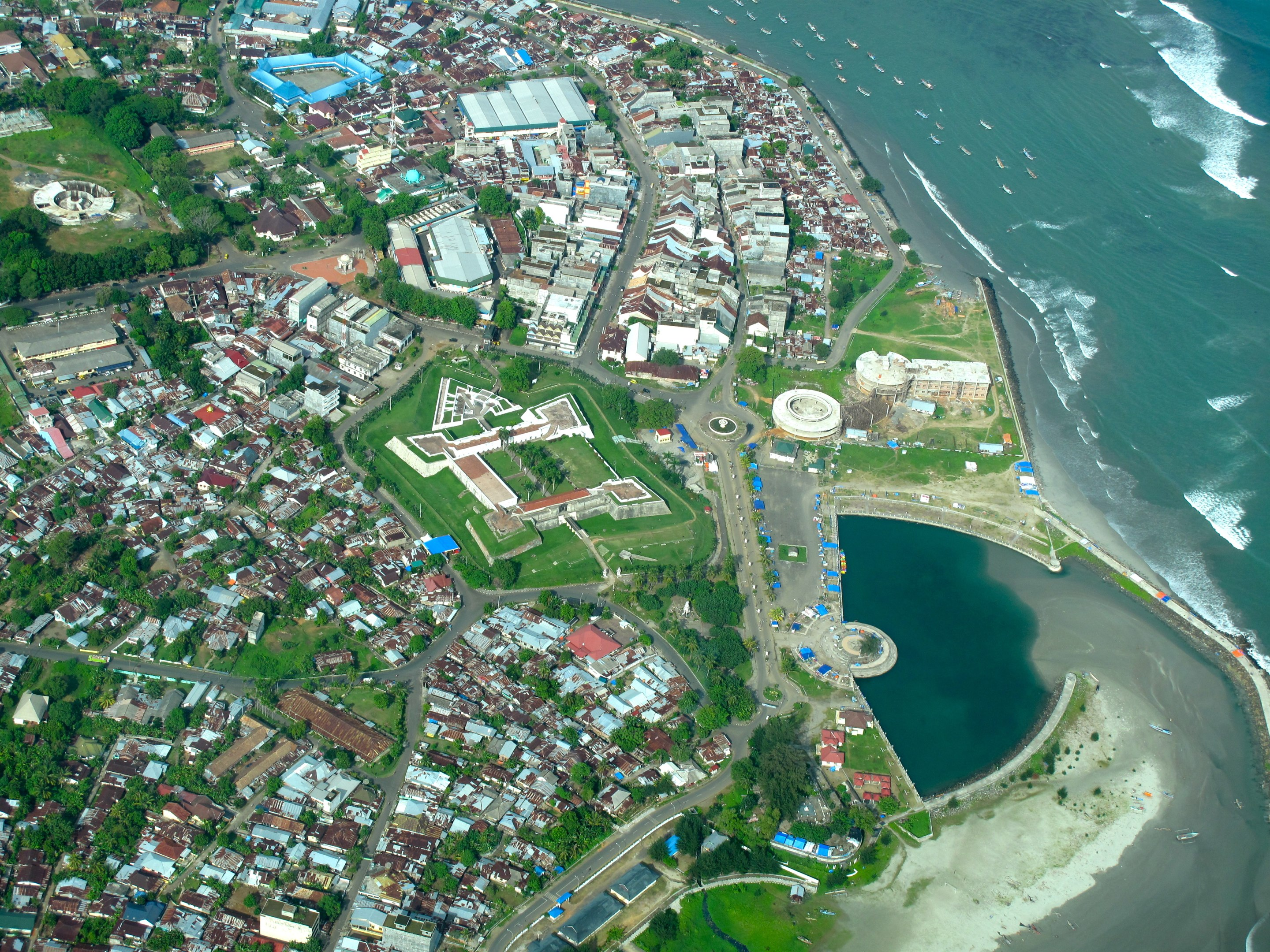
Lage des Forts in der Stadt Bengkulu. Aufnahme von 2010.

Die Festung besteht aus Ziegeln mit einer Mauerstärke von 50 bis 180 Zentimetern. Weder das Enggano-Erdbeben im Jahr 2000 mit einer Stärke von 7,9 auf der Momenten-Magnituden-Skala, noch ein Tsunami von 3,5 m Höhe in 2007 hatten Auswirkungen auf das stark gebaute Fort.
Die Festung hat einen rechteckigen Grundriss mit pfeilspitzenförmigen Bastionen an jeder Ecke. Der Eingang zur Festung liegt im Südwesten, geschützt durch ein Ravelin. Ein trockengelegter Wassergraben umgibt die Festung, der von einer Holzbrücke überspannt wird, die die Verbindung zwischen Hauptgebäude und Vordergebäude herstellt. Die Südwestseite hat einen Bogeneingang mit einer Holztür. Die Festung umfasst 2,7 Hektar und steht auf einem Gelände von 4,4 Hektar.

## Geschichte

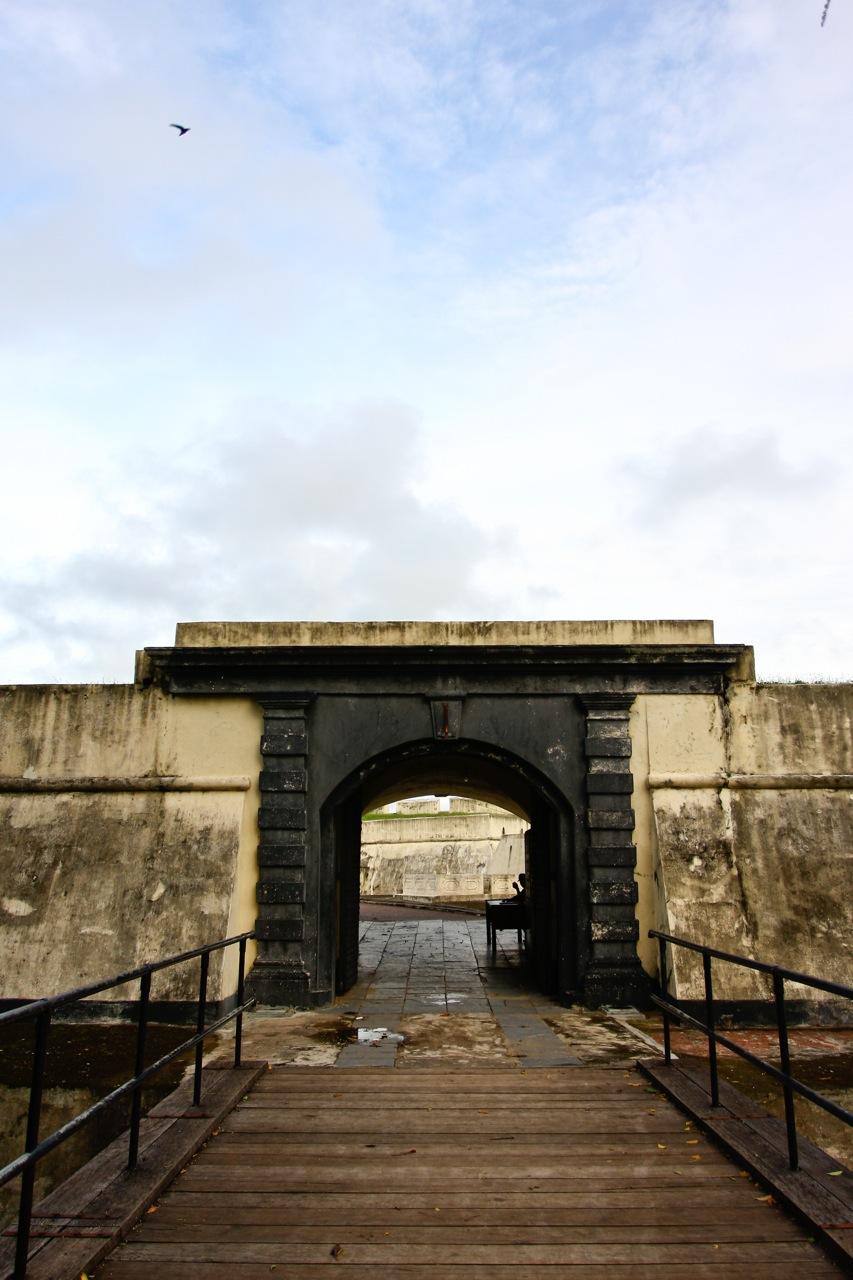
Südwestliches Tor des Forts. Aufnahme von 2008.

Gouverneur Collett hatte die Erlaubnis erhalten, in Bencoolen ein neues Fort zu bauen. Er nannte das neue Fort, das die Britische Ostindien-Kompanie zwischen 1713 und 1719 zwei Meilen von einem älteren Fort (Fort York) entfernt errichtete, Fort Marlborough.
Die Festung wurde auf einem künstlichen Hügel errichtet und der Bau unter Einsatz von Sträflingen und einheimischen Arbeitskräften dauerte mehrere Jahre. Während dieser Zeit waren die Ziviloffiziere und die Militärgarnison zwischen der alten und der neuen Festung aufgeteilt.
Im April 1715 erstellte Gouverneur Collett eine Kopie des Plans des ersten Fort Marlborough. Der Plan zeigte, dass die Festung mit Erdwällen und Gräben umgeben war und sich auf den Bastionen Geschützplattformen befanden. Das Bautempo war langsam.
Im Jahr 1719 wurde die Festung temporär vom malaiischen Aufständischen besetzt und die Bewohner flohen nach Madras. Ursache hierfür war anscheinend die rigide Steuererhebung der britischen Kolonialherren. Erst 1724 kehrten die Briten zurück, nachdem eine Einigung erzielt worden war.
Im Jahr 1760, während des Siebenjährigen Krieges, eroberte ein französisches Geschwader unter dem Kommando von Charles Hector, Comte d’Estaing, die Festung und nutzte sie als Basis, um andere britische Siedlungen an der Westküste Sumatras anzugreifen und zu unterwerfen. Bevor er zu den Maskarenen zurückkehrte, hatte er die Festung gegen ein Lösegeld an die Briten zurückgegeben.
Im Jahr 1793 kam es zu einem weiteren Angriff auf die Festung, bei dem ein britischer Offizier, Robert Hamilton, getötet wurde. Ein weiterer Überfall, bei dem ein Bewohner, Thomas Parr, getötet wurde, ereignete sich im Jahr 1807. An beide Todesopfer erinnern Denkmäler, die von der britischen Kolonialherrschaft in Bengkulu errichtet wurden. Das Denkmal für Parr steht 170 Meter (560 Fuß) südöstlich der Festung.
Die Briten übertrugen Bengkulu, damals als Bencoolen bekannt, im Rahmen des englisch-niederländischen Vertrags von 1824, der die britischen und niederländischen Einflussbereiche in der Region festlegte, unter niederländische Kontrolle. Im Gegenzug traten die Niederländer Malakka an Großbritannien ab und gaben ihre Pläne bezüglich der britischen Siedlung Singapur auf. Im Jahr 1837 war die Festung von etwa 60 niederländischen Soldaten besetzt. Die Japanische Armee besetzte das Fort während ihrer Besetzung Niederländisch-Ostindiens von 1942 bis 1945. Während der Zeit der Indonesischen Unabhängigkeitskriegs beherbergte die Festung dann das Hauptquartier der indonesischen Nationalpolizei, bis die Niederländer die Festung wieder besetzten. Als die Niederländer 1950 Indonesien verließen, übernahm die indonesische Armee die Festung. Im Jahre 1977 wurde das Fort dem damaligen Ministerium für Bildung und Kultur übergeben, um es zu restaurieren und in eine Kulturerbe-Stätte umzuwandeln.

## Galerie

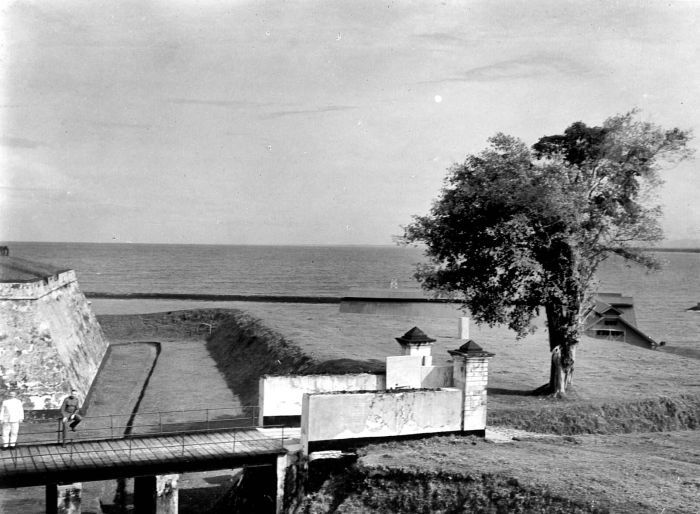
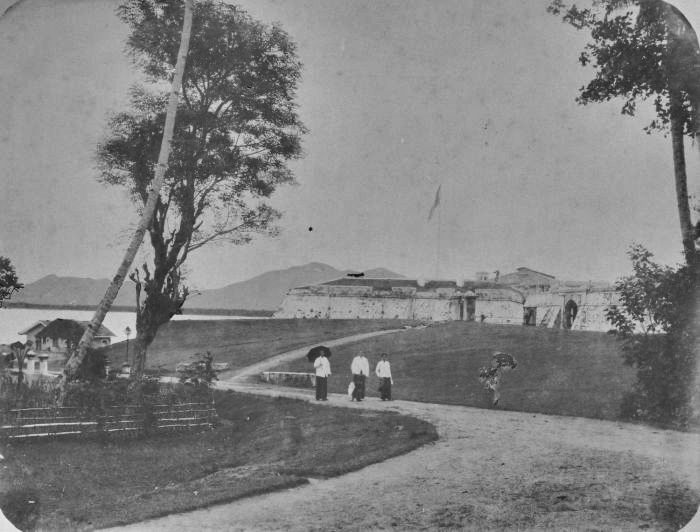
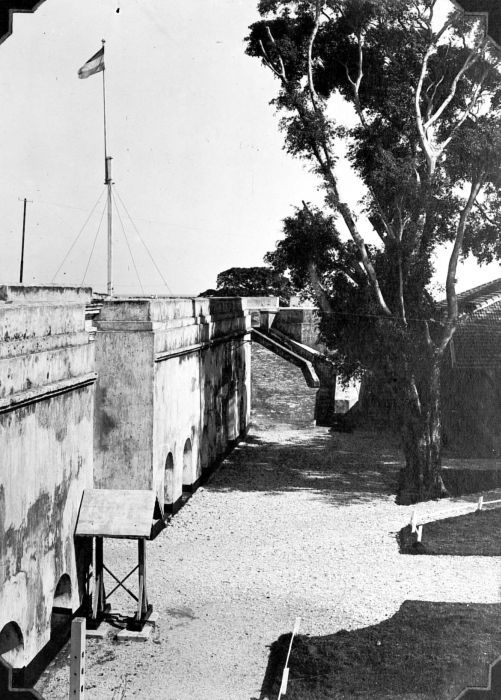
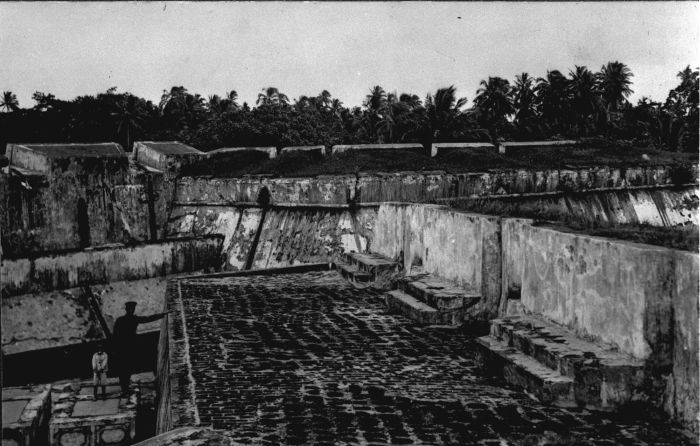
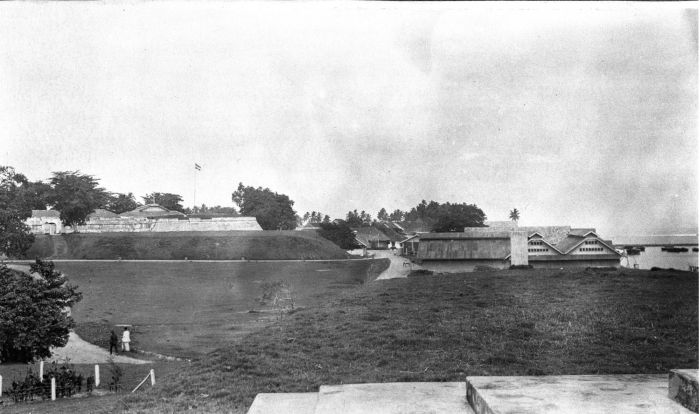
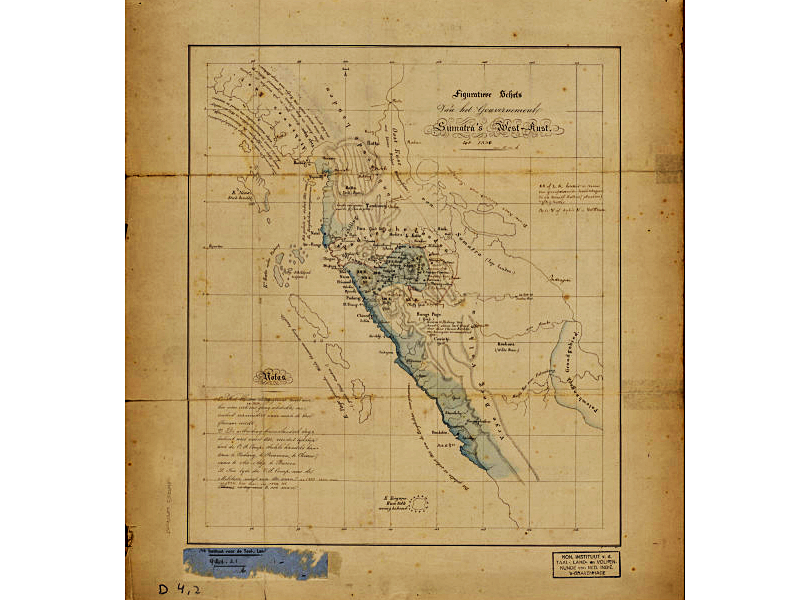
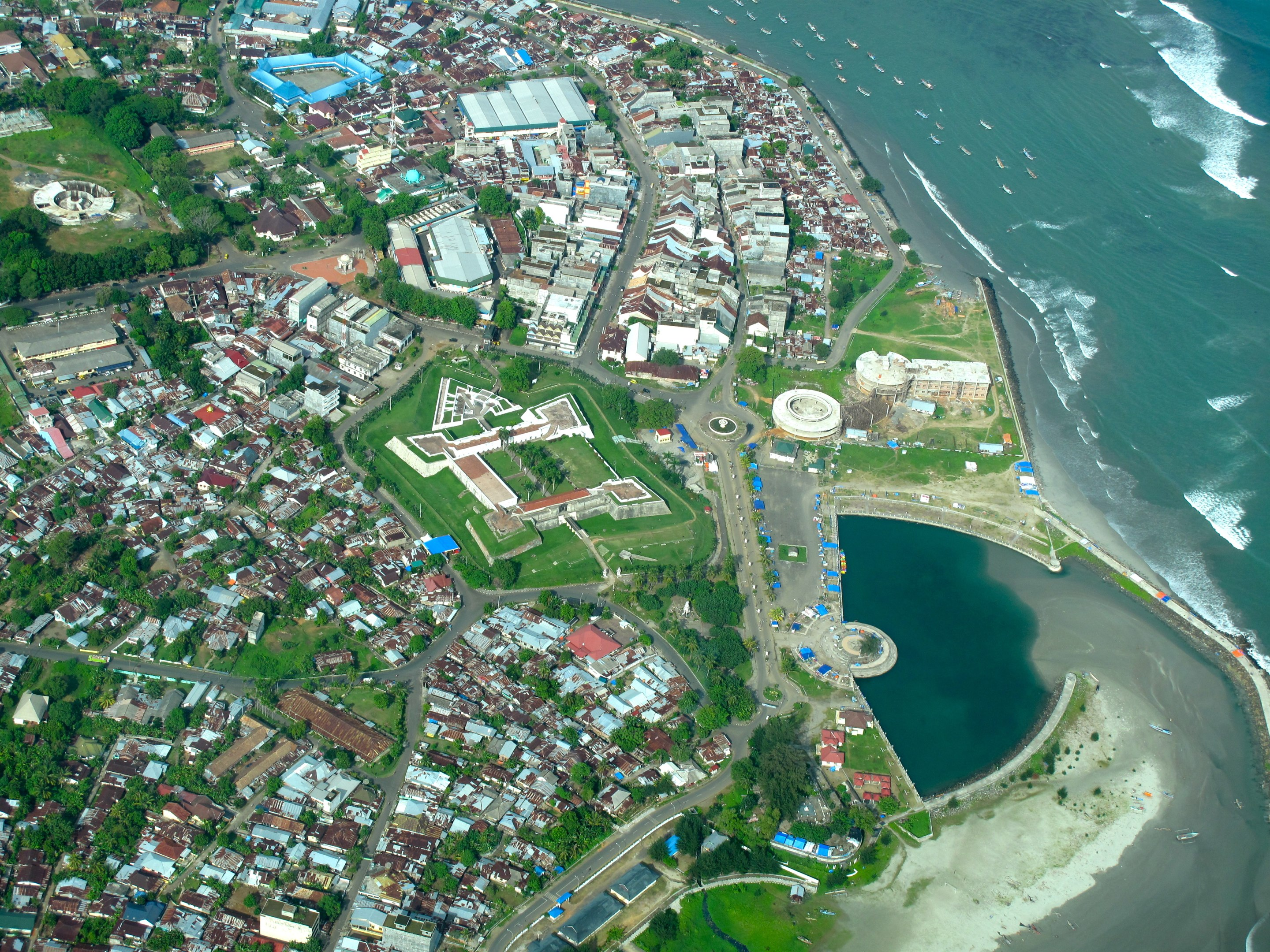
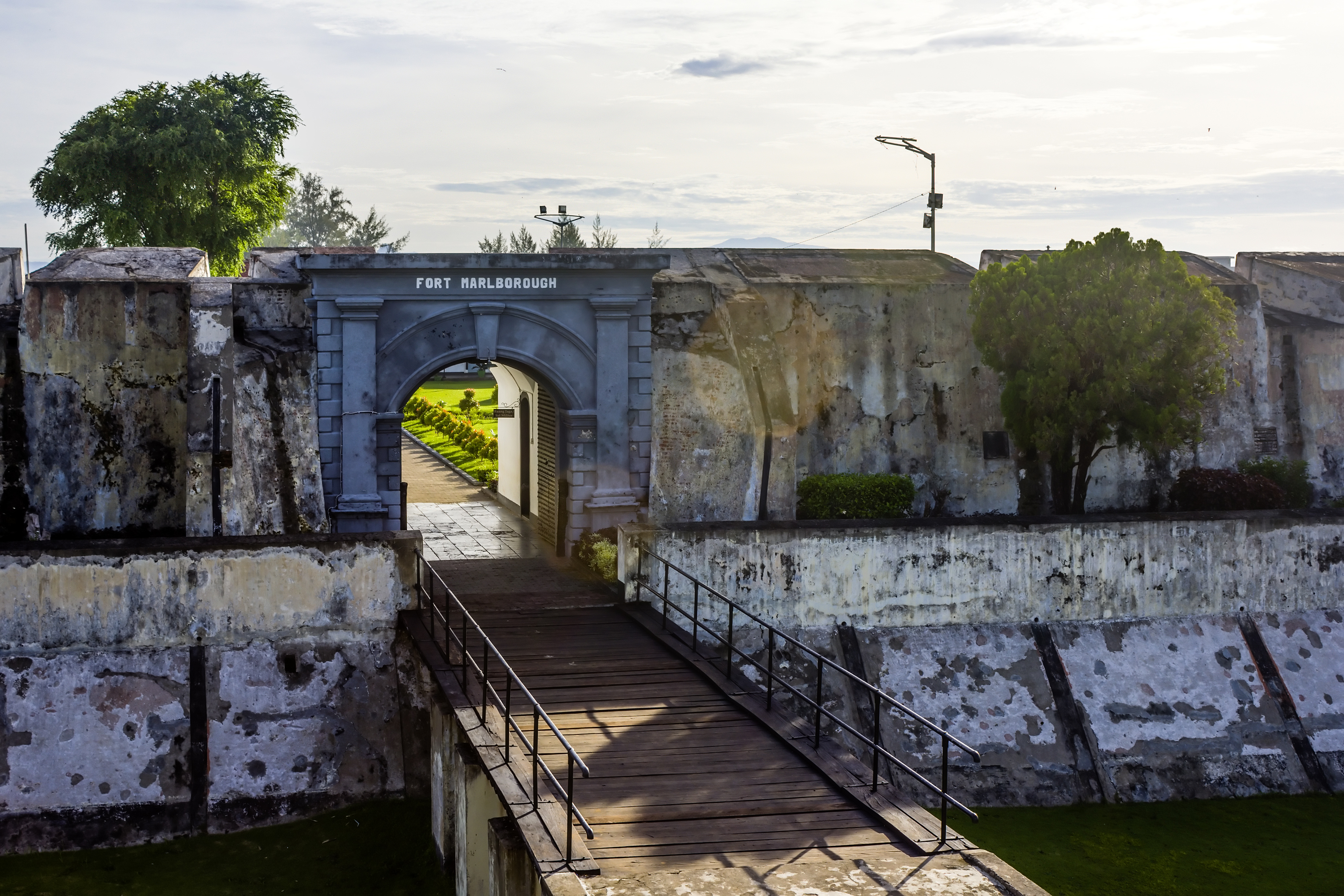
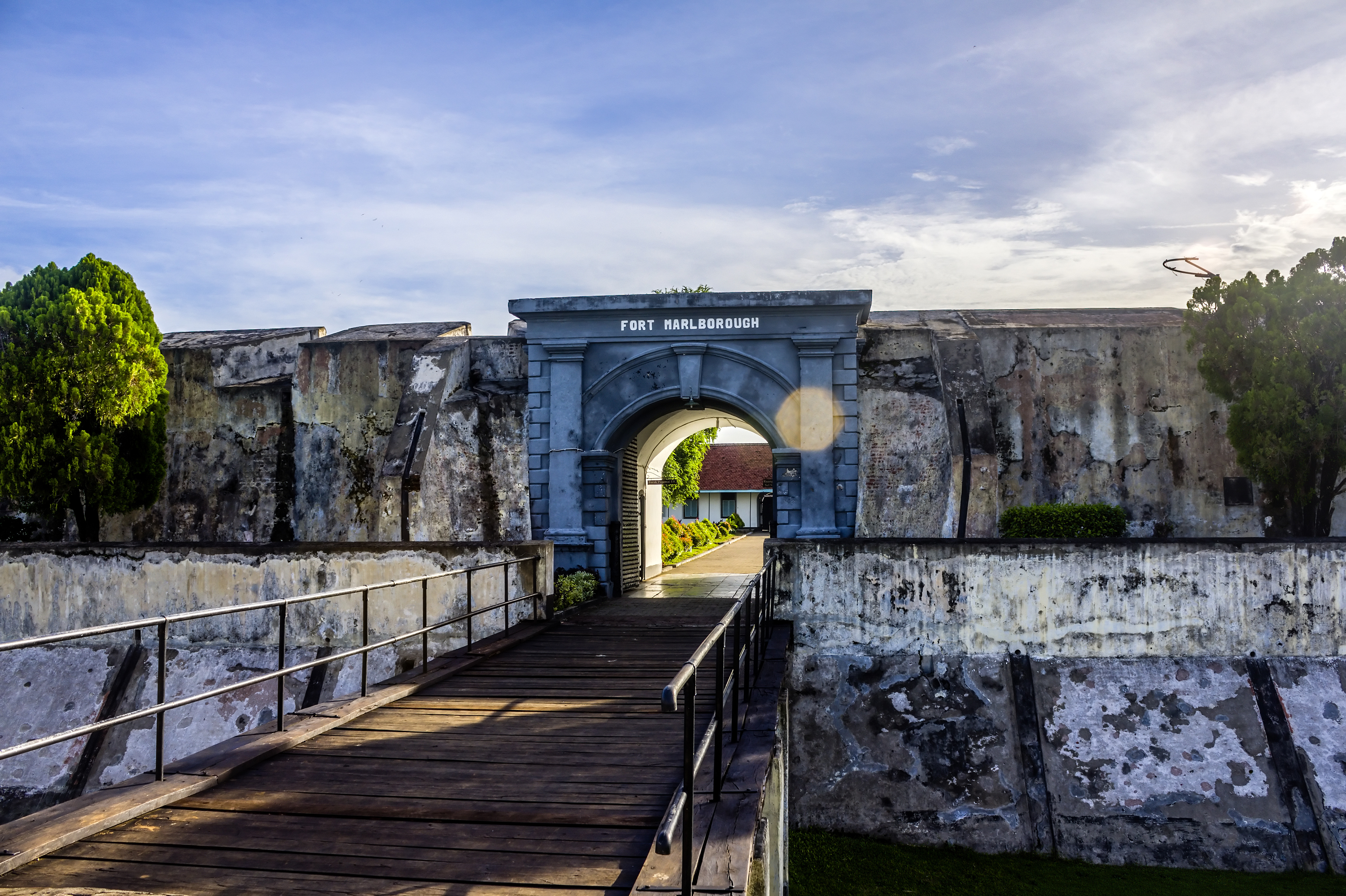
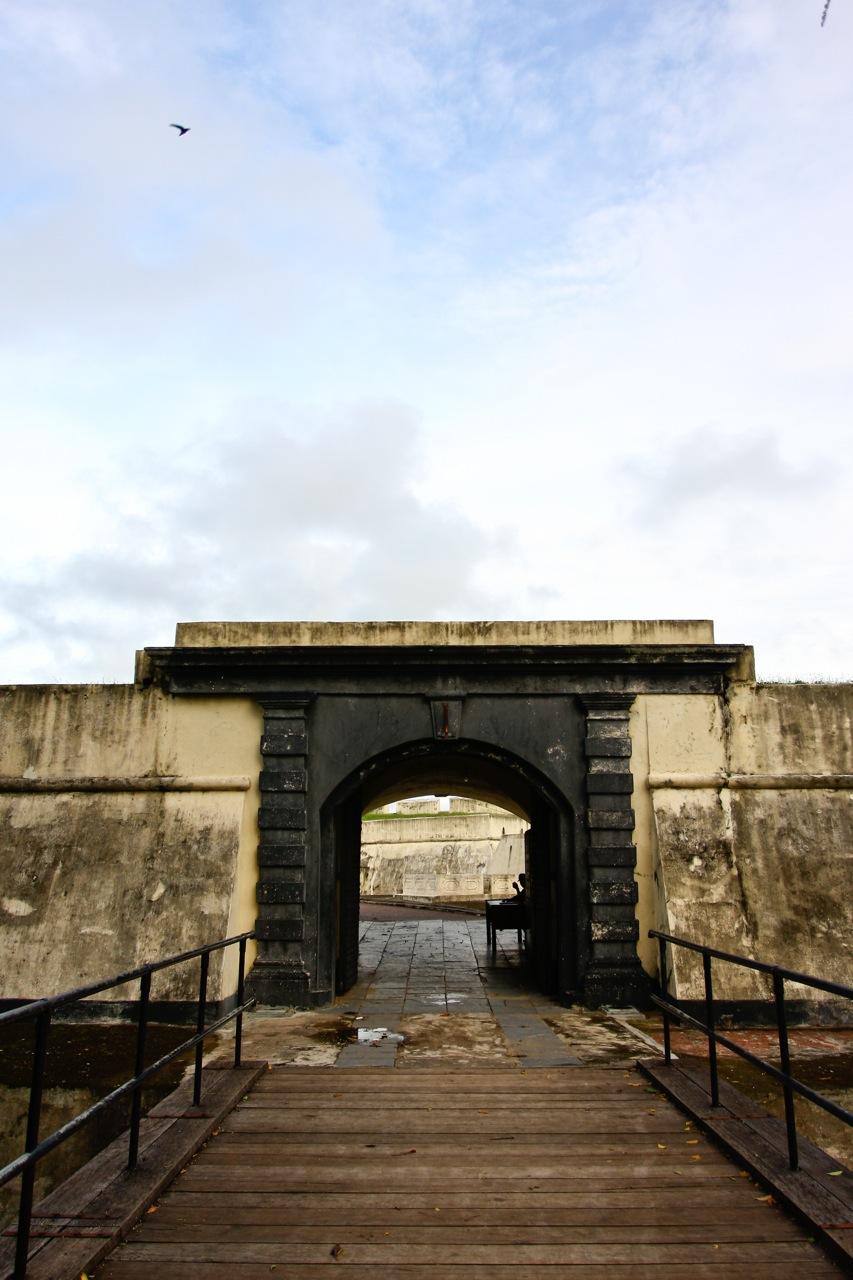
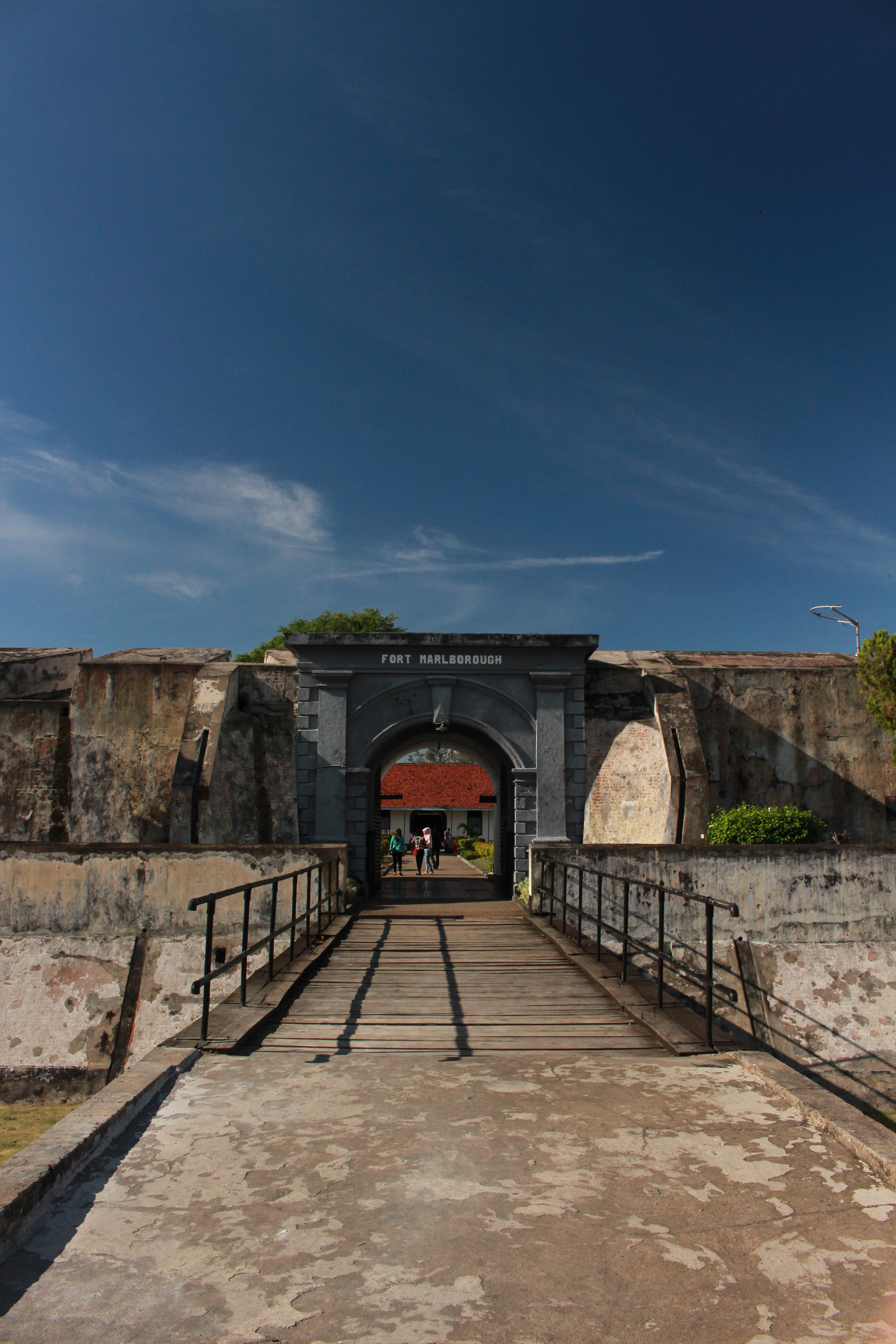
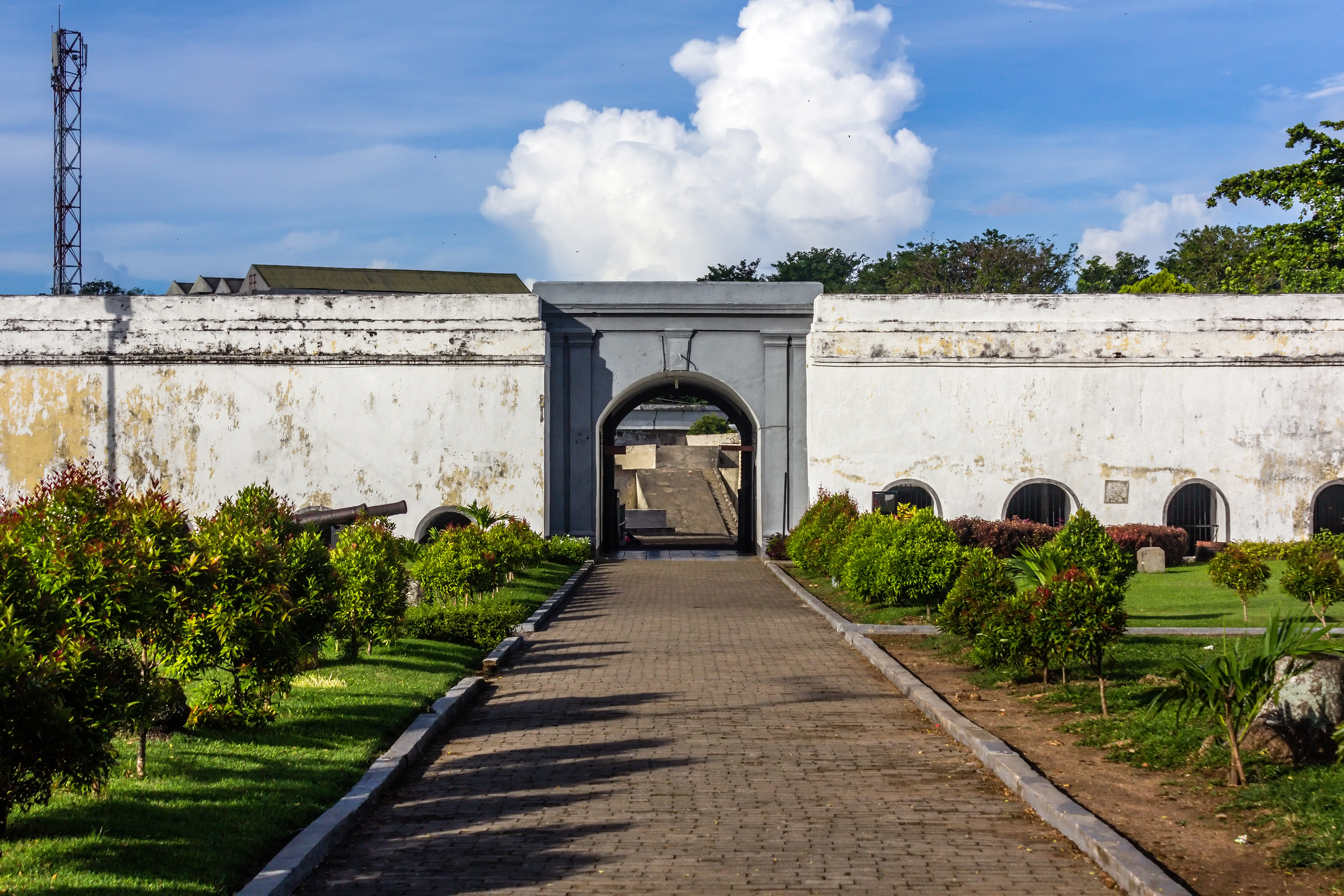
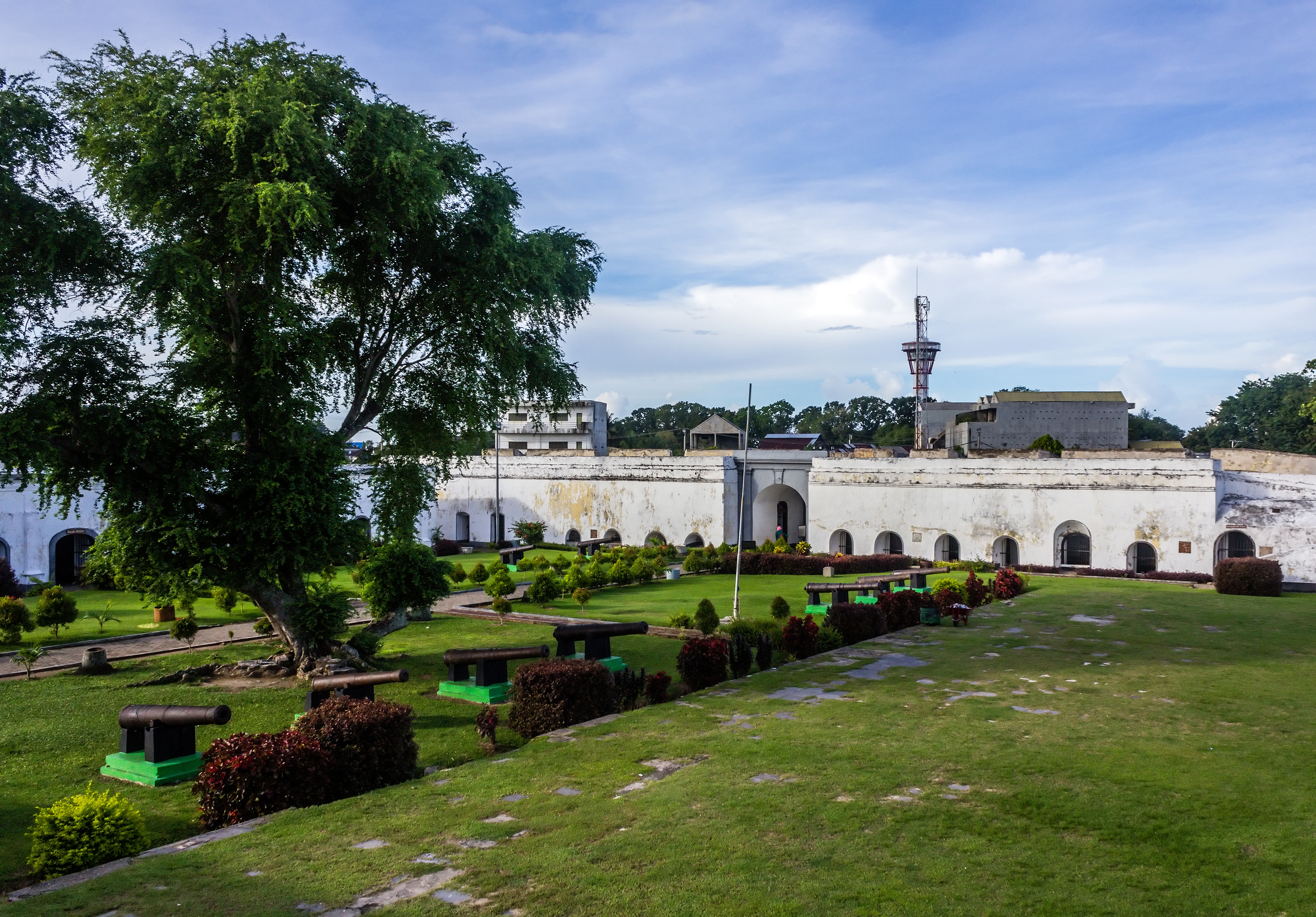
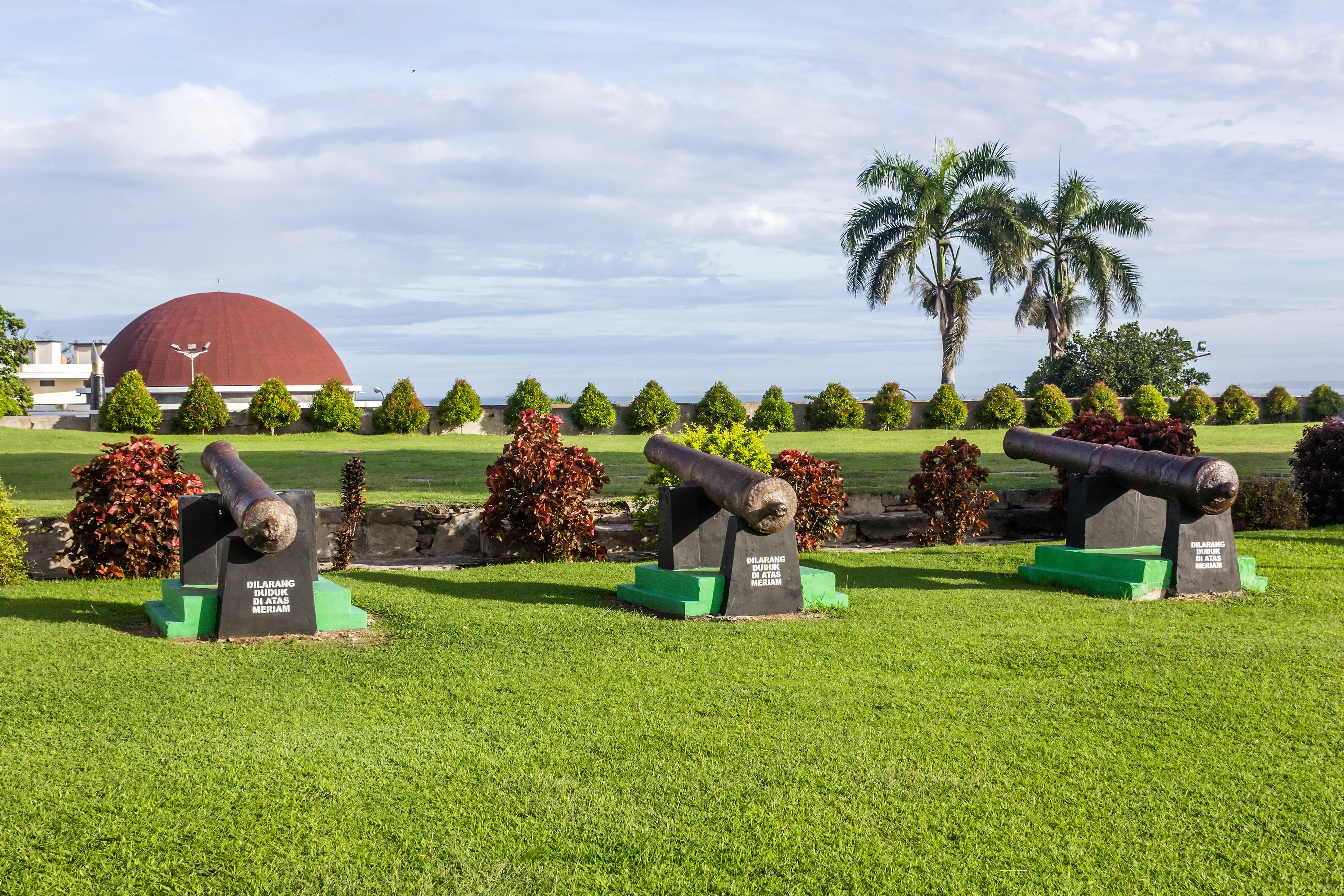
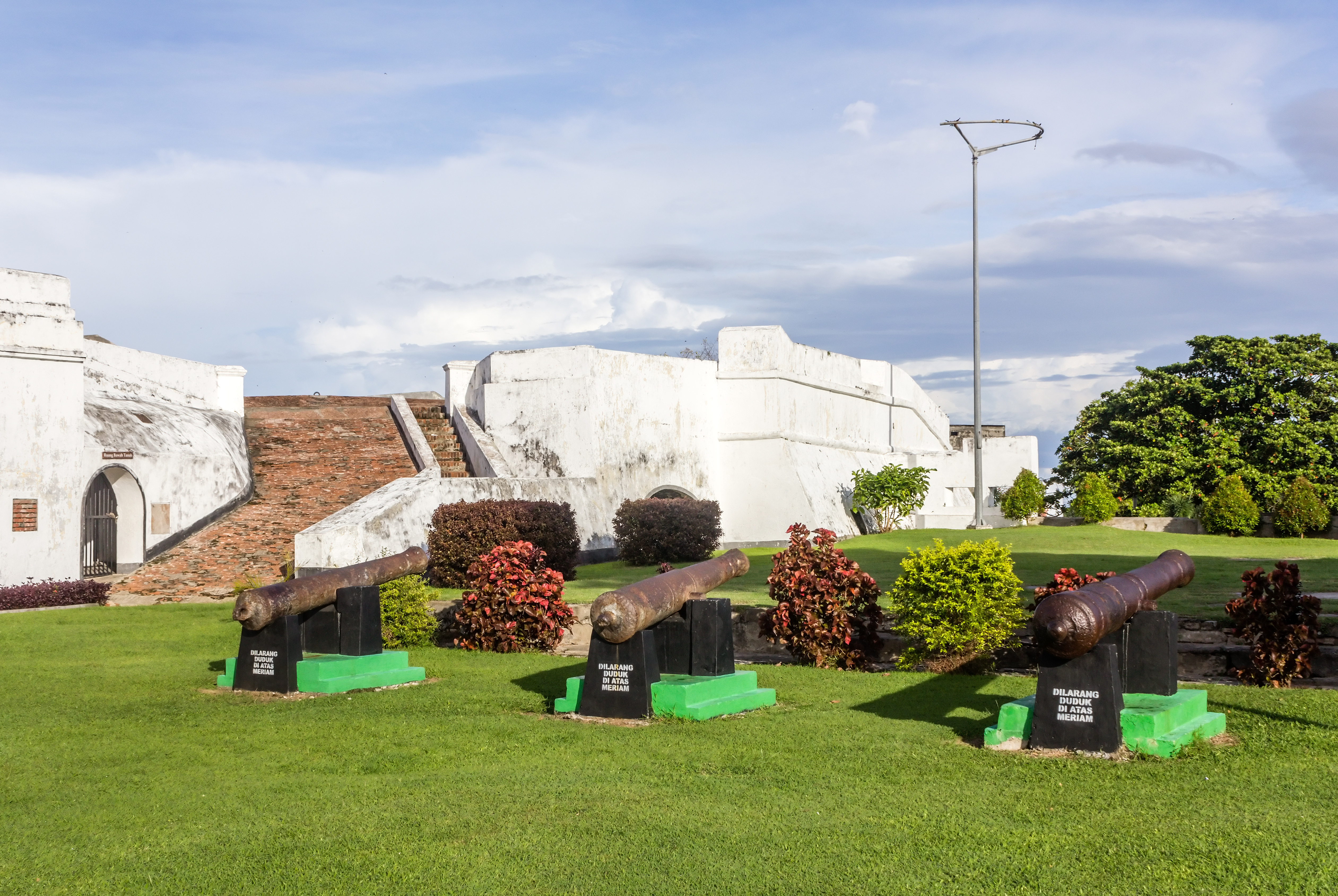
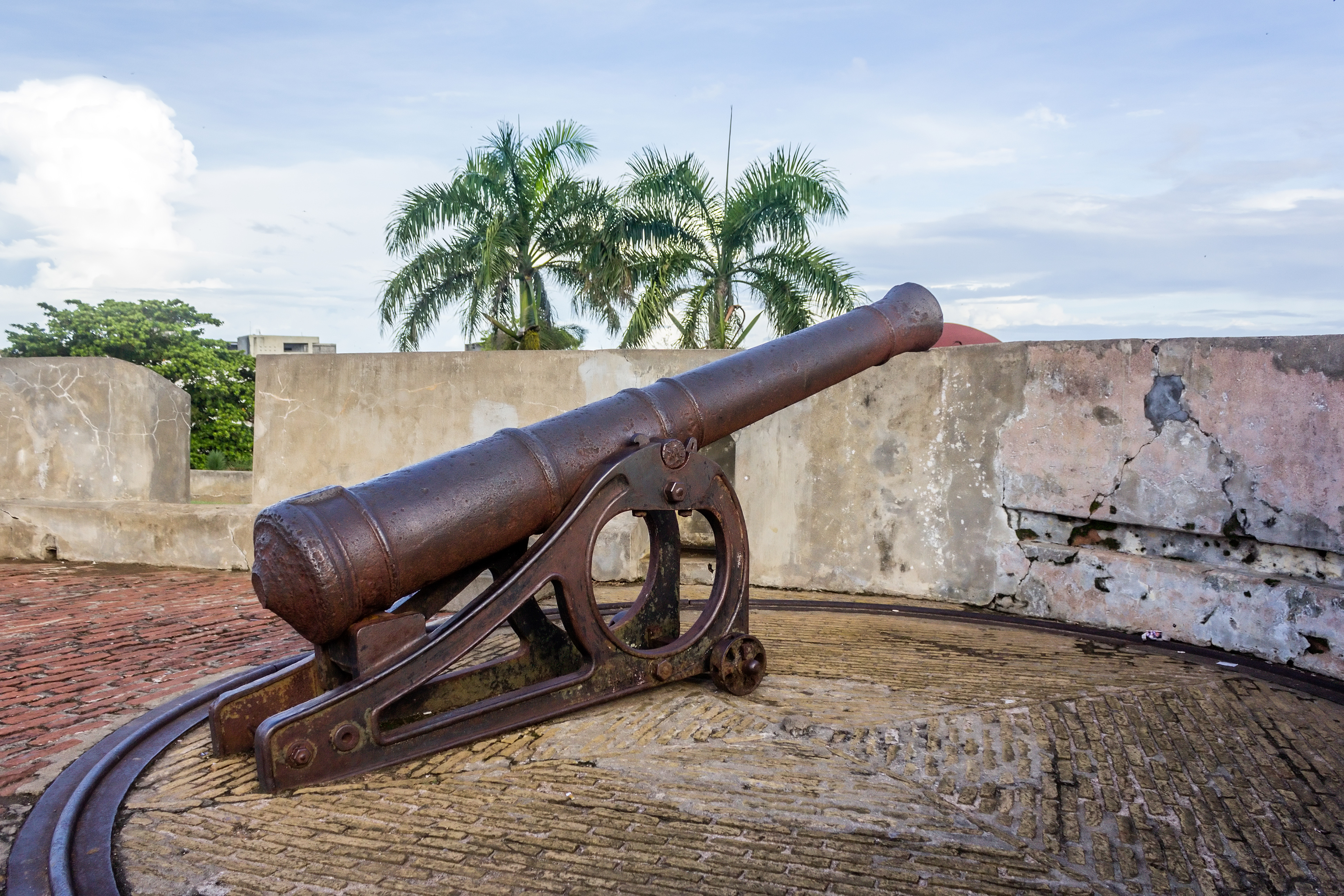
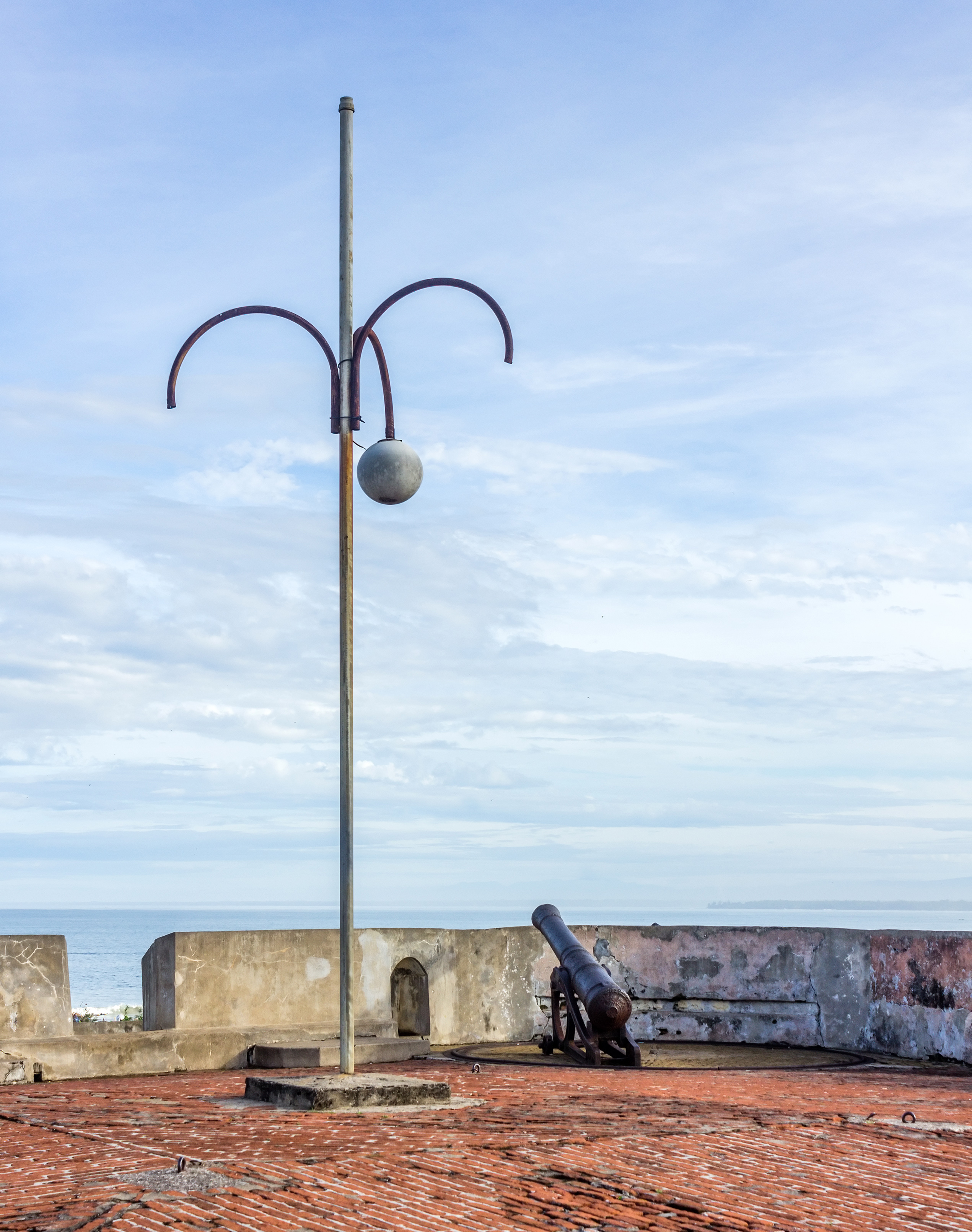
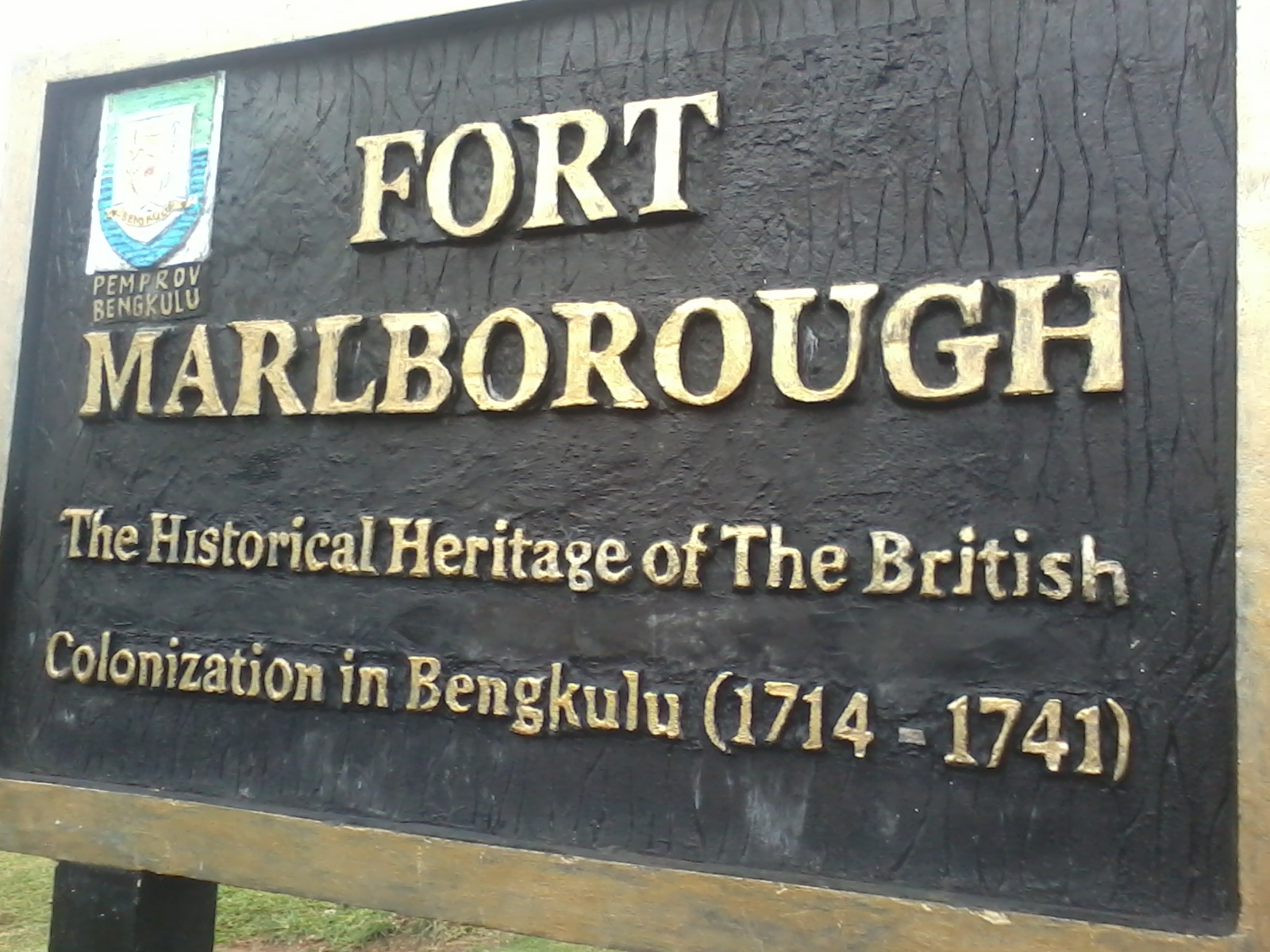
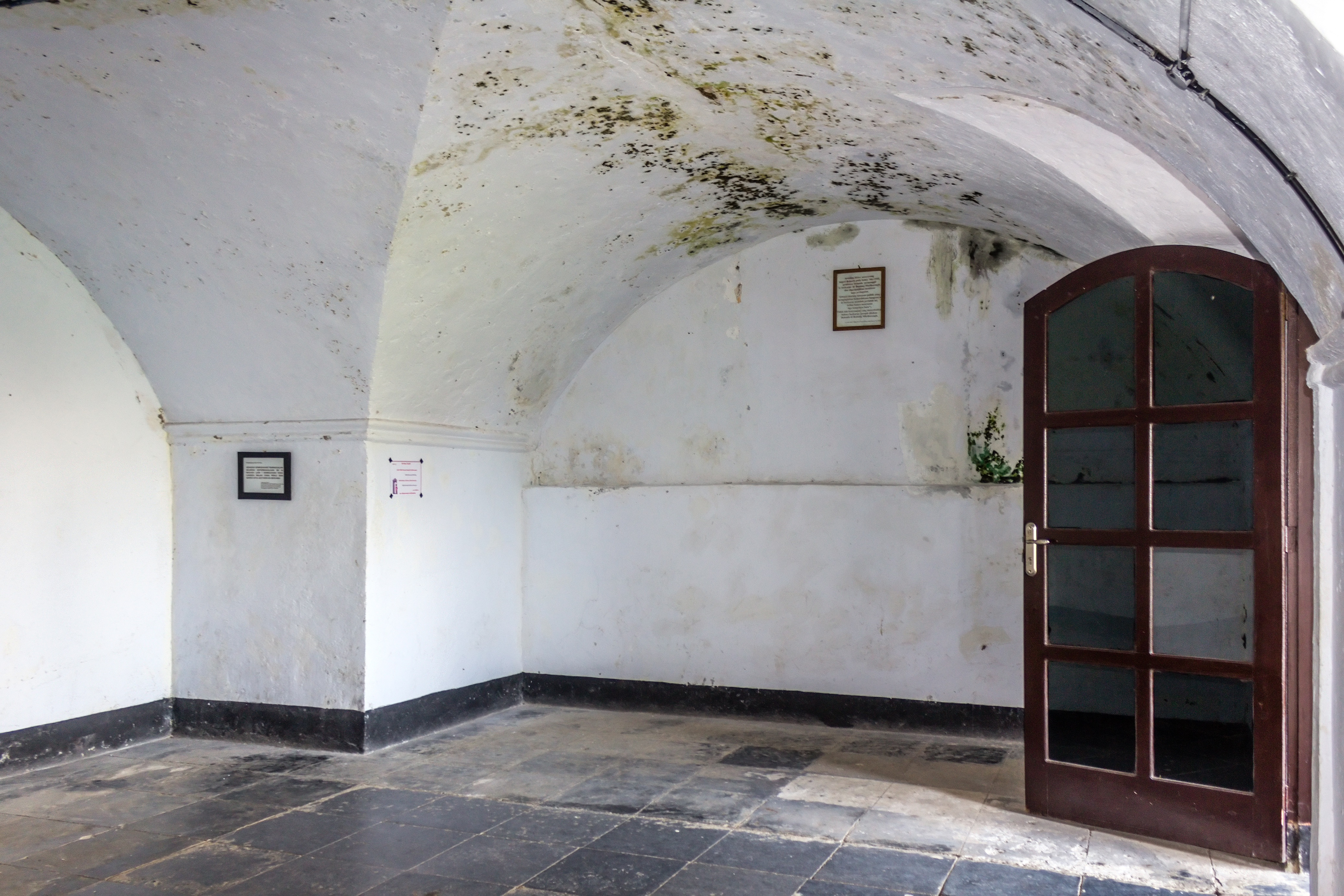
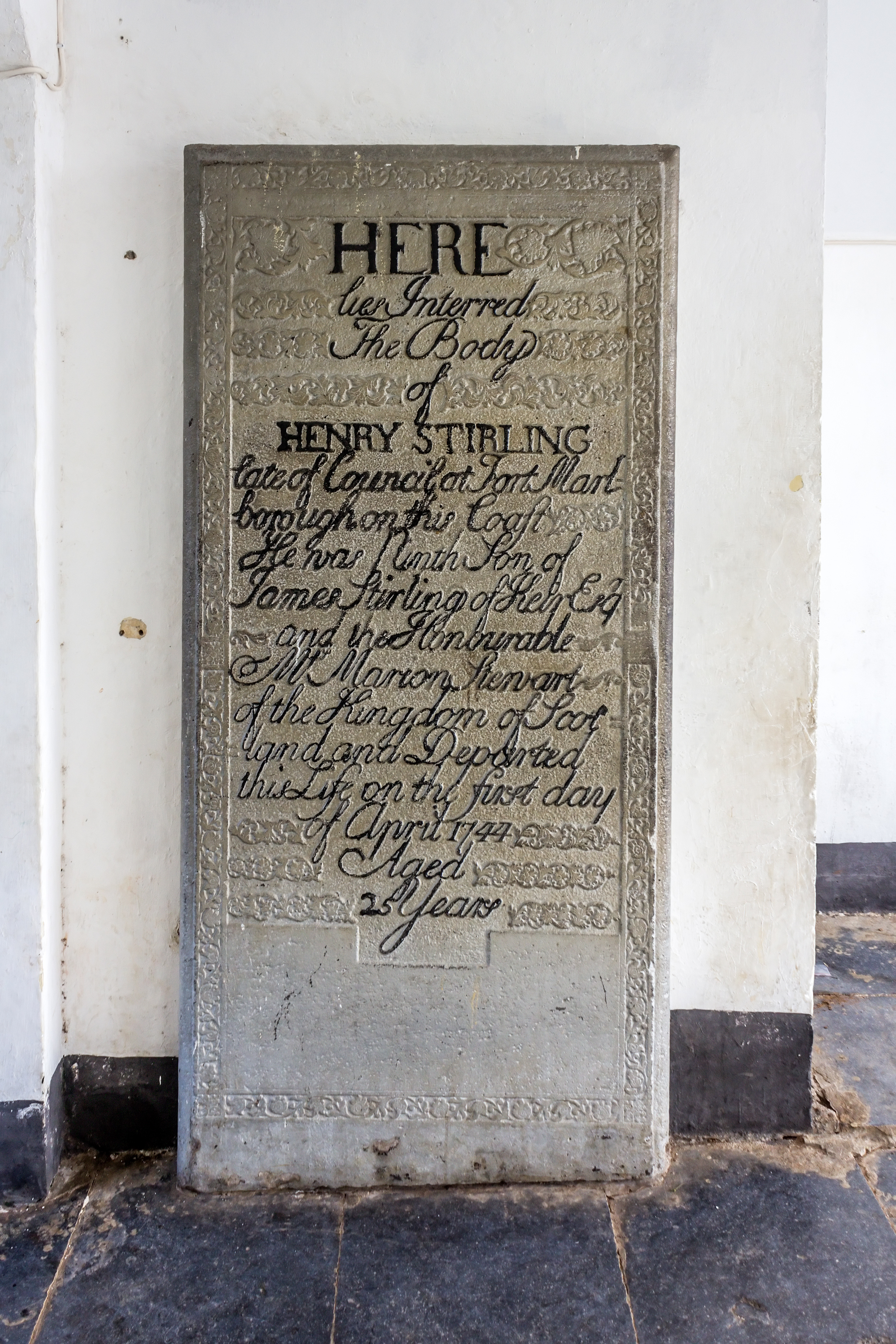
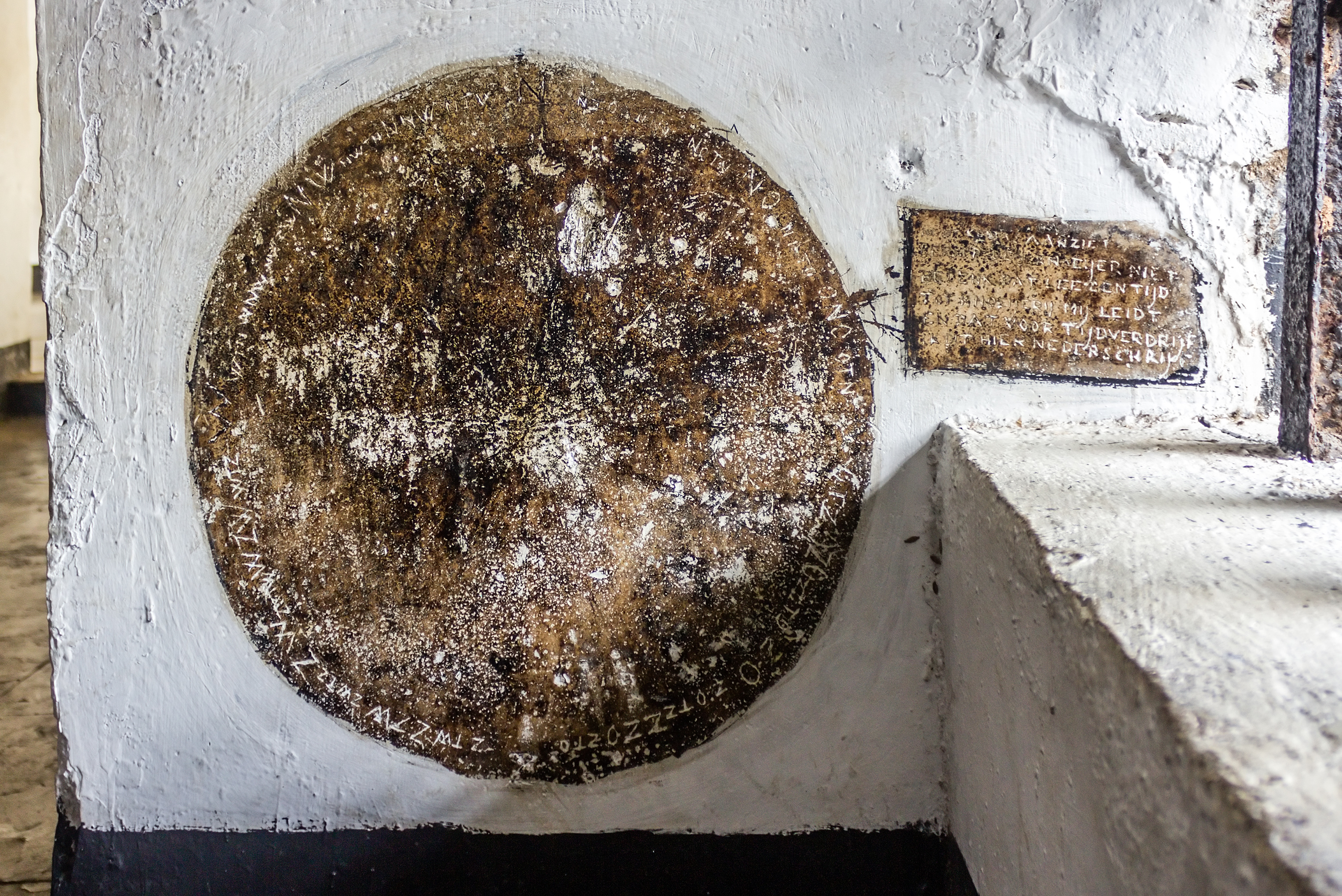